# دبليو. جاسبر بلاكبيرن
دبليو. جاسبر بلاكبيرن (بالإنجليزية: W. Jasper Blackburn)‏ هو قاضي وصحفي وسياسي أمريكي، ولد في 24 يوليو 1820 في مقاطعة راندولف في الولايات المتحدة، وتوفي في 10 نوفمبر 1899 في ليتل روك في الولايات المتحدة. حزبياً، نشط في الحزب الديمقراطي والحزب الجمهوري. وقد انتخب عمدة مندن، لويزيانا وانتخب عضو مجلس ولاية لويزيانا وانتخب عضو مجلس النواب الأمريكي.